# Mahamat Mahdi Ali
Mahamat Mahdi Ali (nascido no Chade, por volta de 1964 ou de 1969) é um opositor político do regime de Idriss Deby, foi membro de vários grupos armados rebeldes, fundador da Frente pela Alternância e Concórdia no Chade (FACT) criada em 2016.

## Biografia
Refugiado político por mais de 25 anos na França, atuou no Partido Socialista Francês na federação PS de la Marne, em Champagne-Ardenne, onde estudou direito e economia.
No final da década de 1990, foi um dos líderes do grupo rebelde toubou, o Movimento pela Democracia e Justiça no Chade (MDJT). Ele foi o presidente da comissão do MDJT durante a reconciliação entre este último e as autoridades chadianas.
Retornando ao Chade em 2005, foi nomeado inspetor do Ministério de Infraestrutura.
Ele se juntou à União das Forças para a Democracia e o Desenvolvimento (UFDD), numa das muitas rebeliões chadianas com base no Sudão na época e esteve envolvido na Guerra Civil do Chade (2005–2010), e em março de 2009 tornou-se seu "Secretário-Geral".
Em março de 2016, Mahamat Mahdi Ali anunciou a criação de um novo grupo armado no extremo norte do Chade, no qual nomeou de Frente pela Alternância e Concórdia no Chade (FACT), afirmando ser o chefe de 9.000 homens.
Em 18 de janeiro de 2017, as autoridades francesas congelaram seus ativos financeiros, bem como os de Mahamat Nouri (do grupo rebelde UFDD), nos termos do Artigo L562-1 do código monetário e financeiro que prevê "o congelamento total ou parcial do fundos, instrumentos financeiros e recursos econômicos […] que pertençam a pessoas físicas ou jurídicas que cometam ou tentem cometer atos de terrorismo” devido à sua proximidade com islamistas. A imprensa francesa, no entanto, permaneceu cética quanto à qualificação de “terrorismo” de suas atividades. O líder rebelde, por sua vez, proclama a laicidade de sua luta, bem como seu esforço contra o jihadismo.